# معركة شانغهاي

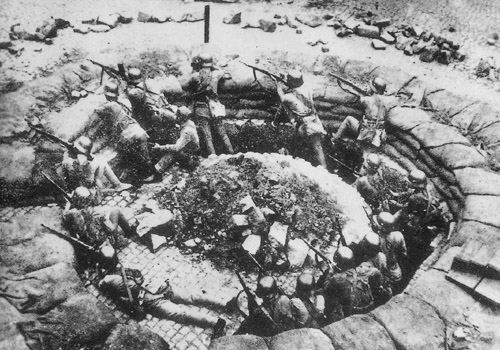
جنود صينيون من الجيش الوطني الثوري، يستخدمون مدفع رشاش ألماني.

معركة شانغهاي  المعروفة بالصينية بـ معركة سونغهو، وهي أولى المعارك الـ 22 الرئيسية بين الجيش الوطني الثوري الصيني والجيش الإمبراطوري الياباني خلال الحرب اليابانية الصينية الثانية، وأحد أكبر المعارك وأكثرها دموية في الحرب كلها.
منذ عام 1931، وقد تورطت الصين واليابان في نزاعات صغيرة مستمرة، كثيرًا ما كانت تعرف باسم «الحوادث»، فقدت خلالها الصين أراضٍ الواحدة تلو الأخرى. استخدم مصطلح «حادثة» من قبل القيادة العليا الإمبراطورية اليابانية للتهوين من الغزو الياباني للصين. وعلى الرغم من أن اليابان لم تعلن الحرب رسميًا على الصين، وبحلول أغسطس 1937، وفي أعقاب حادثة جسر ماركو بولو في 7 يوليو، والتي تلت الغزو الياباني لشمال الصين، فقد أصبحت هناك حرب بحكم الأمر الواقع بين الصين واليابان.
كان هدف المقاومة الصينية في شانغهاي تعطيل التقدم الياباني السريع، لمنح الحكومة الصينية المزيد من الوقت لنقل الصناعات الحيوية إلى الداخل، وفي نفس الوقت محاولة الفوز بتعاطف الدول الغربية مع الصين. وخلال معركة ضارية لمدة ثلاثة أشهر، تقاتلت القوات الصينية واليابانية في وسط مدينة شانغهاي وفي البلدات النائية وعلى شواطئ ساحل جيانغسو، حيث قامت اليابان بإنزال برمائي.
اعتمد الجنود الصينيون بشكل أساسي على الأسلحة ذات العيار الصغير في دفاعهم عن شانغهاي، ضد الهجمة الشرسة للقوات الجوية والبحرية والقوة المدرعة اليابانية. وفي النهاية، سقطت شانغهاي، وفقدت الصين جزءً كبيرًا من قواتها، بل وفشلت أيضًا في انتزاع أي تدخل دولي. ومع ذلك، كانت مقاومة القوات الصينية بمثابة صدمة كبيرة للغزاة اليابانيين، والتاريخ العسكري. مما اثر على مفاهيم التفوق الثقافي والروح المعنوية للجيش الياباني.
ويمكن تقسيم المعركة إلى ثلاث مراحل، التي شملت ما يقرب من مليون جندي. استمرت المرحلة الأولى من 13 أغسطس - 22 أغسطس، وخلالها حاول الجيش الصيني القضاء على وجود القوات اليابانية في وسط مدينة شانغهاي. واستمرت المرحلة الثانية من 23 أغسطس - 26 أكتوبر، حيث بدأ اليابانيون إنزال برمائية على ساحل جيانغسو، وحارب الجيشان معركة من منزل إلى منزل، في محاولة من اليابانيين للسيطرة على المدينة والمناطق المحيطة بها. أما المرحلة الأخيرة، فبدأت في 27 أكتوبر إلى نهاية نوفمبر، والتي تضمنت انسحاب الجيش الصيني في مواجهة مناورات يابانية، ثم قتال مستميت على الطريق المؤدي إلى العاصمة الصينية نانجينغ.

## استهلال

### حادثة أوياما

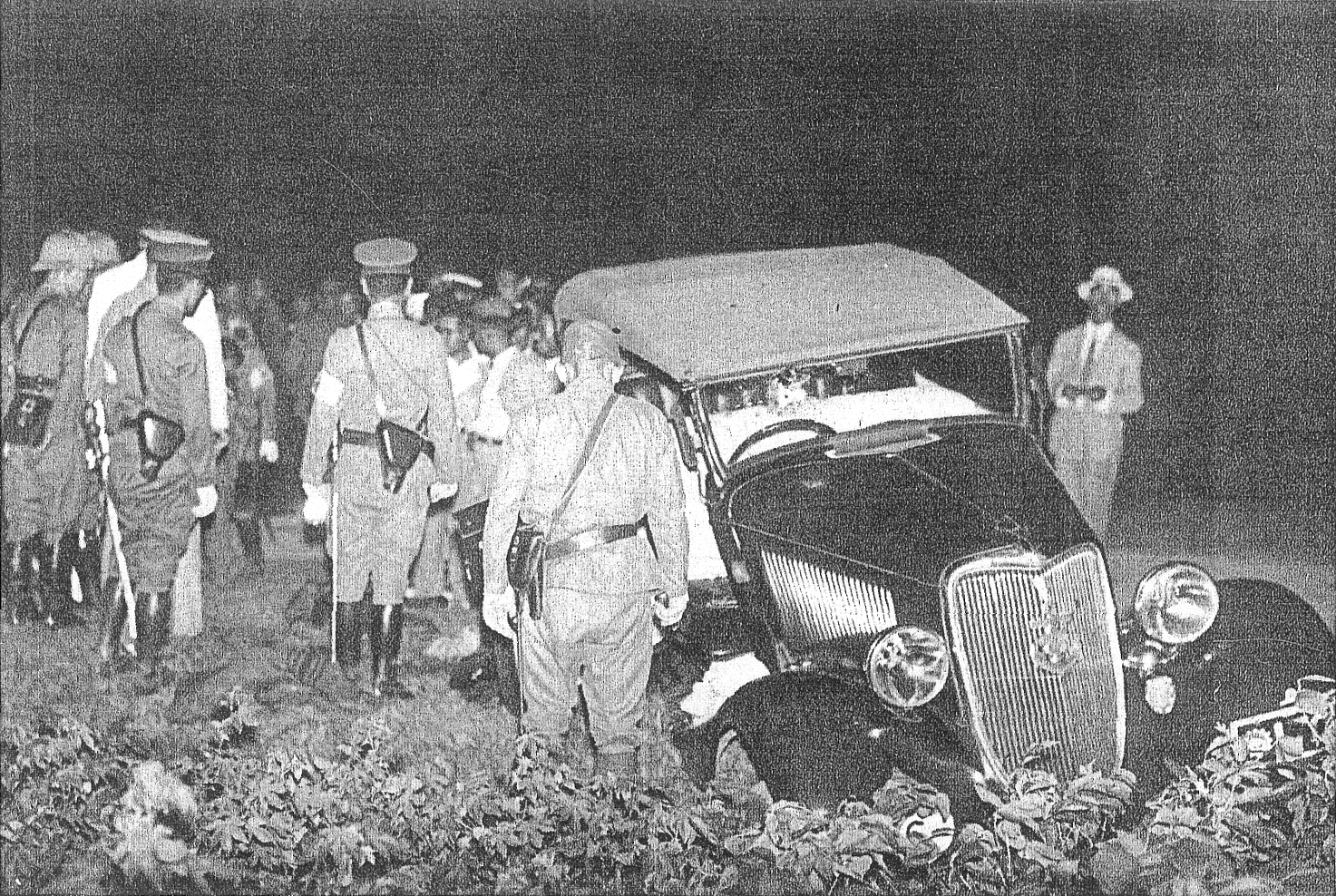
حادثة أوياما، ٩ أغسطس ١٩٣٧م.

في 9 أغسطس، دخل الملازم إيساو أوياما من قوات الإنزال البحرية اليابانية الخاصة في سيارة مسرعة نحو بوابة مطار هونغتشياو. وعندما أوقفه الحارس الصيني، حاول الملازم القيادة وعبور البوابة. أوقفه الحارس مجددًا فأطلق أوياما النار عليه وقتله. رد الحراس الصينيون الآخرون إطلاق النار وقُتل الملازم أوياما في تبادل إطلاق النار.
كان الدخول إلى مطار هونغتشياو انتهاكًا للشروط المتفق عليها بين الصين واليابان بموجب اتفاق وقف إطلاق النار الموقع عام 1932. ما يزال غير معروف ما إذا كان أوياما قد حاول الدخول إلى المطار العسكري. زاد هذا الحادث من حدة التوترات بين القوات الصينية واليابانية في شانغهاي. طالب القنصل العام الياباني في 10 أغسطس الصينيين بسحب كتائب حفظ السلام وتفكيك أعمالهم الدفاعية في جميع أنحاء المدينة. وأوضح أن الجيش الإمبراطوري الياباني اعتبر إطلاق النار على ضابط ياباني أمرًا مهينًا، وأن أي حادثة أخرى ستصعد الوضع. وردًا على الحادث، بدأ اليابانيون بإرسال تعزيزات إلى شانغهاي. ولمواجهة الوجود العسكري الياباني المتزايد في شانغهاي، نُشرت القوات الصينية أيضًا في منطقة شانغهاي اعتبارًا من 11 أغسطس.

### الجهود النهائية للتفاوض
في 12 أغسطس، شارك ممثلون من المملكة المتحدة وفرنسا والولايات المتحدة وإيطاليا بالإضافة إلى اليابان والصين في المؤتمر المشترك الذي عُقد في شانغهاي لمناقشة شروط وقف إطلاق النار. طالبت اليابان بسحب القوات الصينية من شانغهاي، ولكن رفض الممثل الصيني يو هونغ تشون المطلب الياباني، قائلاً إن اليابان قد انتهكت بالفعل شروط وقف إطلاق النار. لم ترغب القوى الكبرى في وقوع حادثة مماثلة لحادثة 28 يناير، والتي عطلت الأنشطة الاقتصادية الأجنبية بشكل كبير في شانغهاي. من ناحية أخرى، رحب المواطنون الصينيون بحماس بوجود القوات الصينية في المدينة. اجتمع ممثلون صينيون ويابانيون لمرة أخيرة في نانجينغ لبذل جهود نهائية للتفاوض. وطالب اليابانيون بأن تسحب الصين جميع كتائب حفظ السلام من شانغهاي وجميع القوات النظامية من ضواحي المدينة. بالمقابل، أصر الصينيون على أن طلب اليابان بالانسحاب الصيني الأحادي غير مقبول لأن البلدين كانا يخوضان سلفًا حربًا في شمال الصين. وفي النهاية، أوضح العمدة يو أن الحكومة الصينية ستُسلم على الأغلب بأن القوات الصينية لم تكن لتطلق النار ما لم يطلَق النار عليها. من ناحية أخرى ألقت اليابان كامل المسؤولية على الصين بسبب نشر القوات الصينية حول شانغهاي. كانت المفاوضات مستحيلة ولم يكن هناك بديل آخر لانتشار الحرب إلى وسط الصين.

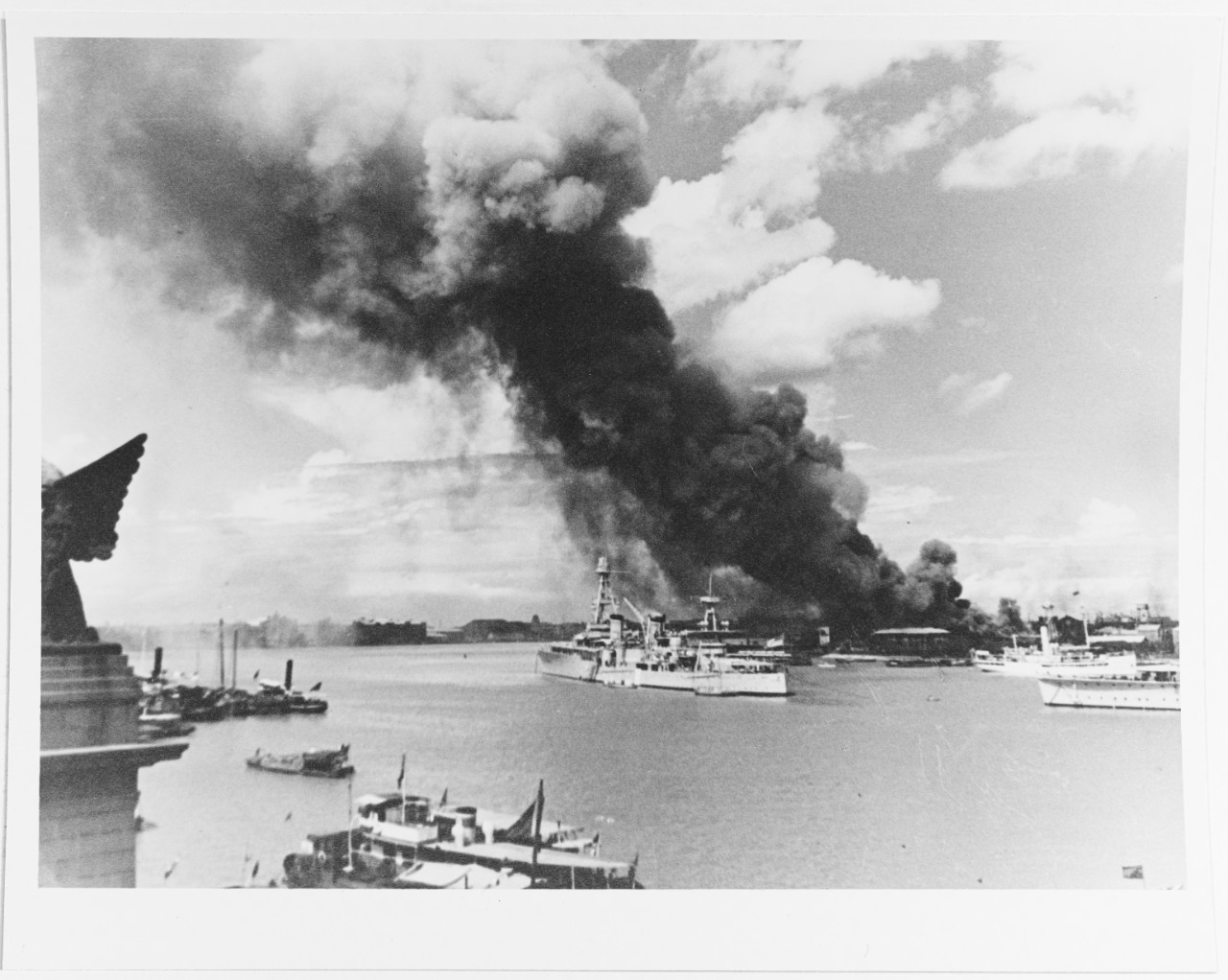
دخان كثيف يتصاعد من الميناء. ١٤ أغسطس ١٩٣٧م.

## نظام المعركة

### القتال الحضري
في حوالي الساعة التاسعة من صباح يوم 13 أغسطس، تبادلت كتائب حفظ السلام الصينية نيران الأسلحة الصغيرة مع القوات اليابانية في مقاطعات شاباي ووسونغ وجيانغوان في شانغهاي. عبر الجيش الياباني في حوالي الساعة الثالثة مساءً جسر بازي في شاباي وهاجم مراكز مختلفة في المدينة. ردت الفرقة 88 بهجمات بمدافع الهاون. استمر إطلاق النار المتقطع حتى الساعة الرابعة مساءً، عندما أمر المقر الياباني سفن الأسطول الثالث المتمركزة في نهر اليانغتسي ونهر هوانغبو بإطلاق النار على المراكز الصينية في المدينة. أمر شيانغ كاي شيك في وقت متأخر من تلك الليلة تشانغ تشي تشونغ ببدء العمليات الهجومية الصينية في اليوم التالي. في صباح اليوم التالي، بدأ سلاح الجو لجمهورية الصين (ROCAF) بقصف أهداف يابانية مختلفة، وهاجمت القوات البرية الصينية عند الساعة الثالثة بعد الظهر. أصدرت الحكومة الصينية في اليوم نفسه، 14 أغسطس، إعلان الدفاع عن النفس وحرب المقاومة موضحةً قرار الحكومة ضد العدوان الياباني. وبدأت معركة شانغهاي رسمياً.
كانت خطة تشانغ تشي تشونغ الأولية هي أن تهاجم القوات الصينية المتفوقة عدديًا اليابانيين بغتةً وتدفعهم نحو نهر هوانغبو، ثم تحاصر الساحل لحرمان اليابانيين من فرصة الحصول على تعزيزات عن طريق رصيف هوانغبو بين يانغ شو بو وهونغ كونغ. كان من المقرر أن تهاجم الفرقة 88 مقر الجيش الياباني بالقرب من شاباي، وأن تهاجم الفرقة 87 مصنع نسيج كونغ تا المعزز، حيث تمركزت القيادة البحرية اليابانية. قدّر تشانغ أن تحقيق الأهداف سيستغرق أسبوعًا واحدًا؛ ولكن واجهت هذه العملية مشكلة عندما قاتلت قواته إلى طريق مسدود خارج مستوطنة شانغهاي الدولية. كانت المعاقل اليابانية محصنة بالإسمنت السميك وكانت مقاومة لمدافع الهاوتزر التي بلغ طولها 150 ملم، والتي كانت الأسلحة الثقيلة الوحيدة التي امتلكها الصينيون. لم تستطع القوات الصينية التقدم إلا تحت غطاء نيران الأسلحة الرشاشة، للاقتراب بالقدر الكافي من الأماكن التي يستطيعون أن يقتلوا من بداخلها بالقنابل اليدوية. تباطأ التقدم الصيني إلى حد كبير وفُقد عنصر المفاجأة.
قرر تشانغ تشي هونغ تطويق الملاجئ اليابانية بدلاً من تدميرها مباشرةً بسبب افتقاره للأسلحة الثقيلة. أمر رجاله في 16 أغسطس بالنزول في الشوارع ومحاصرة المعاقل اليابانية. وكان في كل مرة يُطهر فيها شارعًا بنجاح، يحاصره بمتاريس الأكياس الرملية، أحاطوا تدريجياً بكل معقل وأغلقوا جميع طرق الهروب الممكنة. كان التكتيك ناجحًا في البداية وتمكّن الصينيون من تدمير العديد من التحصينات والمراكز العسكرية اليابانية خلال يوم واحد. ولكن، نشر اليابانيون بعد ذلك الدبابات في الشوارع الرئيسية، ما مكنهم من صد الهجمات الصينية بسهولة وهزيمة إستراتيجية التطويق. وأوقف الهجوم الصيني في 18 أغسطس.
وصل تشن تشنغ في 18 أغسطس إلى الخطوط الأمامية لبحث الوضع مع تشانغ تشي تشونغ. وقرروا إرسال الفرقة 36 التي وصلت حديثًا إلى المعركة، لمهاجمة أرصفة هيويشان على الجانب الشمالي من نهر هوانغبو. في هذه الأثناء، اقتحمت الفرقة 87 الصفوف اليابانية في يانغ شو بو، ودفعتها خارج أرصفة هيويشان بمساعدة الفرقة 36. وصلت دبابات الفرقة 36 إلى الأرصفة في 22 أغسطس، لكنها لم تتمكن من الاحتفاظ بمواقعها لفترة طويلة. لم تكن القوات الصينية مدربة كفايةً على تنسيق تكتيكات دبابات المشاة، ولم تتمكن القوات من مواكبة الدبابات. ودون وجود مشاة كافيين لحمايتهم، كانت الدبابات عرضة للأسلحة والمدفعية اليابانية المضادة للدروع في المناطق المغلقة وأصبحت عديمة الفائدة عند دخولها وسط المدينة. حوصر الجنود اليابانيون الذين واكبوا الدبابات عبر حواجز المدينة بالمتاريس اليابانية وأبادتهم قاذفات اللهب ونيران المدافع الرشاشة الكثيفة. وعندما نجح الصينيون تقريبًا في دفع اليابانيين إلى أسفل نهر هوانغبو، كان معدل الإصابات قد ارتفع للغاية. فخلال ليلة 22 أغسطس وحدها، فقدت الفرقة 36 أكثر من تسعين ضابطًا وألف جندي. رأى ضابط أركان الفرقة 36 شيونغ شين مين مفجرًا انتحاريًا صينيًا يوقف رتل دبابات يابانيًا بتفجير نفسه تحت الدبابة الرئيسية.
في 22 أغسطس، شنت الفرقة اليابانية 3 و8 و11 هجومًا برمائيًا تحت غطاء القصف البحري، وشرعت في الرسو في شوانشاكو وشيزيلين وباوشان، وهي مدن تقع على الساحل الشمالي الشرقي وتبعد حوالي خمسين كيلومترًا عن وسط مدينة شانغهاي. كانت عمليات الرسو اليابانية في ضواحي شانغهاي شمال شرق الصين تعني أن العديد من القوات الصينية، التي انتشرت في مركز شانغهاي الحضري، كان لا بد أن تعيد انتشارها في المناطق الساحلية لمواجهة الرسو. وهكذا، مُدد خط الجبهة من العاصمة شانغهاي على طول نهر هوانغبو إلى المناطق الساحلية الشمالية الشرقية. توقف الهجوم الصيني في المركز الحضري، أوصل القتال في وسط شانغهاي كلا الطرفين إلى طريق مسدود، لأنه كبدهما خسائر فادحة وأحدث تغييرات طفيفة في خط المواجهة. تمكنت الفرق الصينية من التمسك بمواقع شاباي وجيانغوان وغيرها من مواقع وسط المدينة لثلاثة أشهر، ولكن الأوضاع في المناطق الأخرى جعلت من المستحيل (من الناحية الاستراتيجية) الاستمرار في الدفاع عن هذه المواقع.

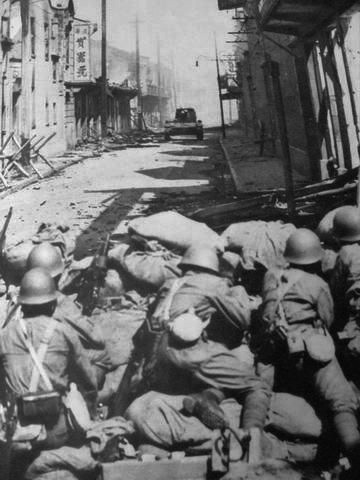
قوات البحرية اليابانية تقاتل دبابة فيكرز صينية. ٢٢ أغسطس ١٩٣٧م.

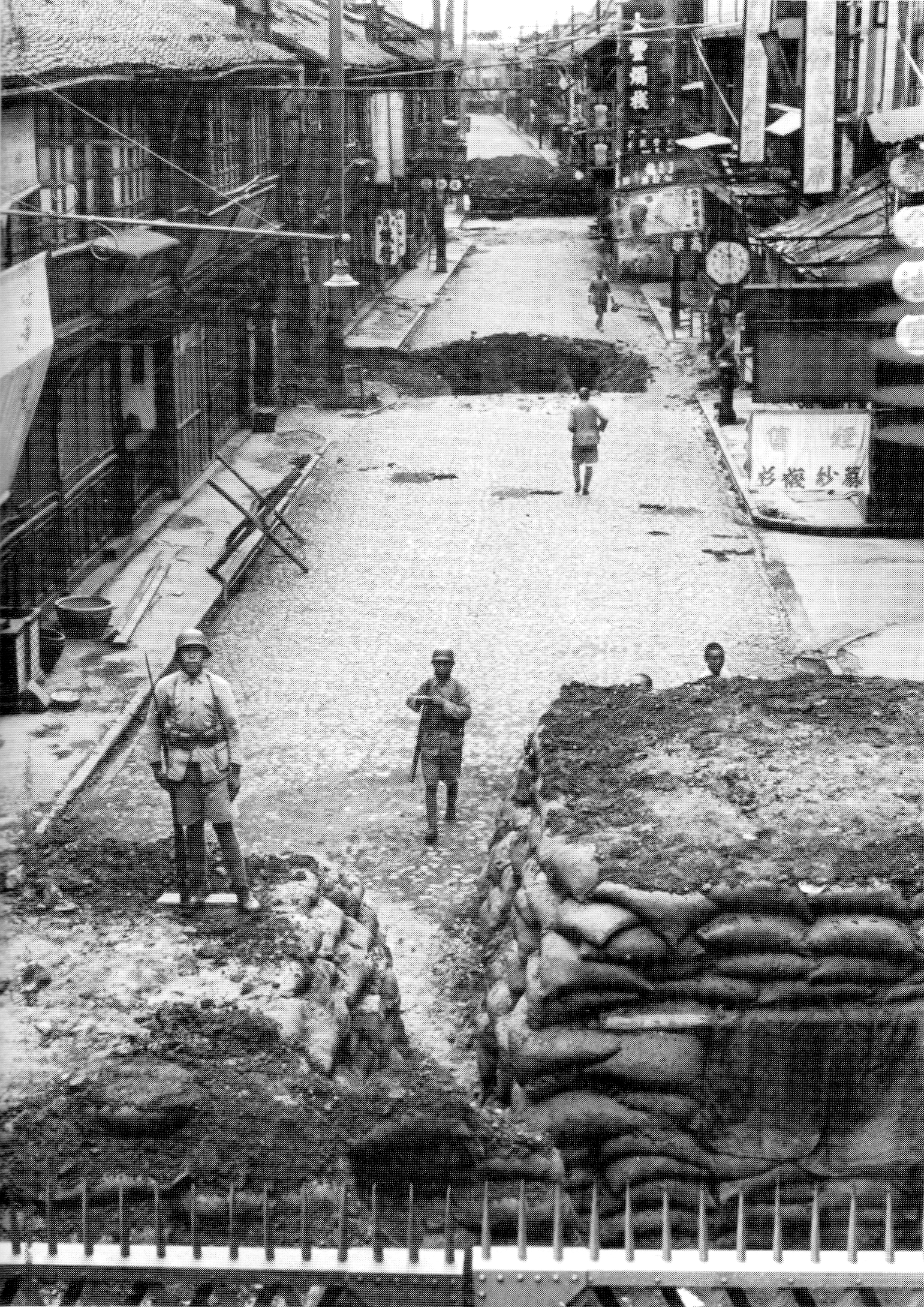
التحصينات الصينية بالقرب من مستوطنة شنغهاي الدولية، أكتوبر ١٩٣٧م.

## وصلات خارجية
- TIME Magazine Monday, Aug. 30, 1937, JAPAN-CHINA: Sailors Ashore
- Pictures of the fighting taken from the french cruiser Lamotte-Picquet, anchored in the harbor (ب[غير محدد] خطأ: {{اللغة-؟؟}}: لا نص (مساعدة))
- 40 rare pictures of the Battle of Shanghai (ب[غير محدد] خطأ: {{اللغة-؟؟}}: لا نص (مساعدة))